# Curcuma amada
Curcuma amada är en enhjärtbladig växtart som beskrevs av William Roxburgh. Curcuma amada ingår i släktet Curcuma och familjen Zingiberaceae. Inga underarter finns listade i Catalogue of Life.

## Bildgalleri

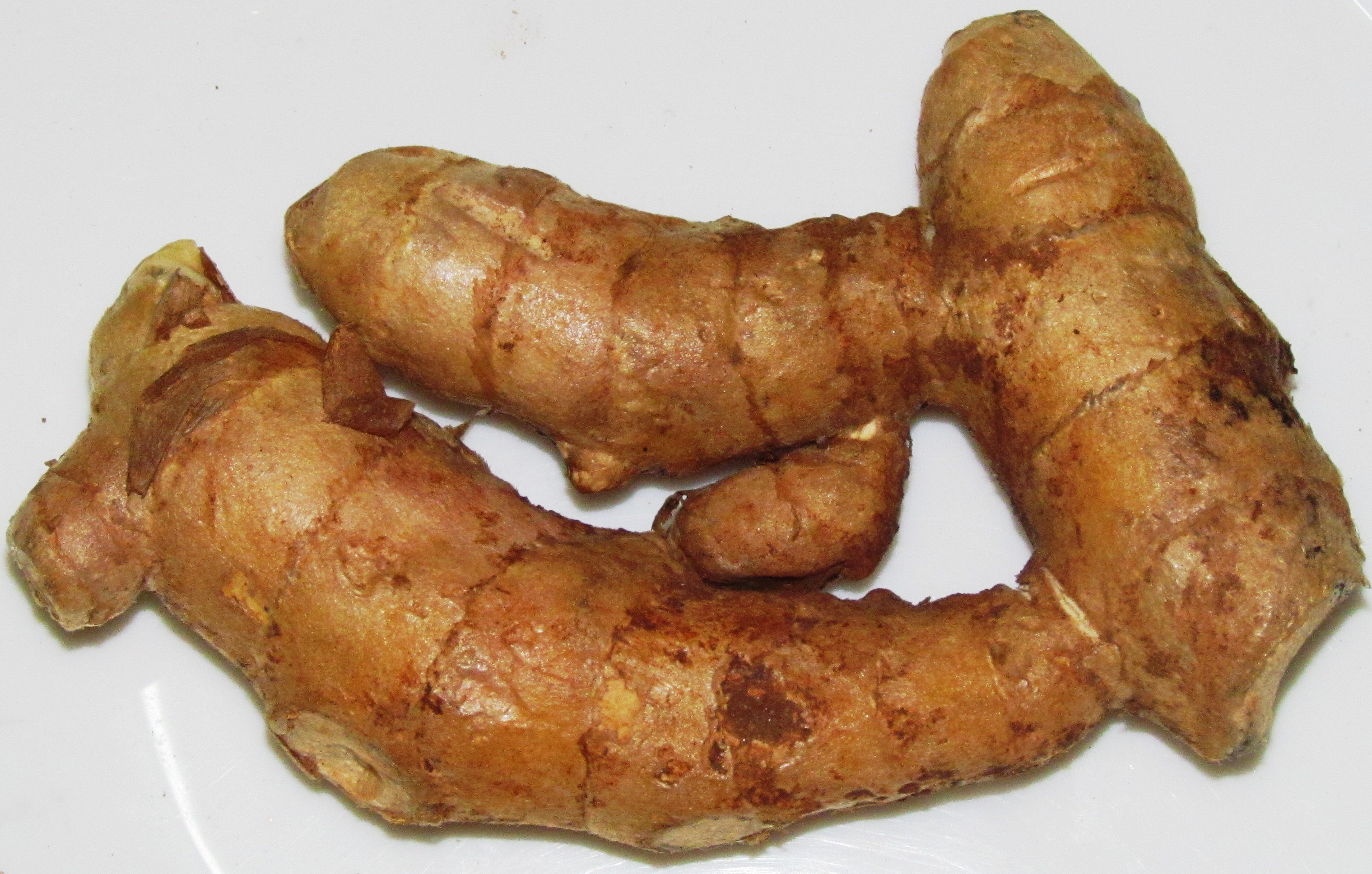